# Earlham (Iowa)
Earlham est une ville du  comté de Madison, en Iowa, aux États-Unis. Elle est fondée en 1869 et incorporée le 26 avril 1870.

## Source de la traduction
- (en) Cet article est partiellement ou en totalité issu de l’article de Wikipédia en anglais intitulé « Earlham, Iowa » (voir la liste des auteurs).